# Église Saint-Paul d'Ambourget
L'église Saint-Paul d'Ambourget est un lieu de culte catholique situé à la hauteur du 23 rue du 8-Mai-1945 à Aulnay-sous-Bois,.

## Histoire
Ce lieu de culte tient son nom de l'apôtre Paul de Tarse et du quartier Mitry-Ambourget où il est situé.
Elle a été édifiée pour l’association diocésaine de Versailles.

## Architecture
Le style de cette église est caractéristique du renouveau de l’architecture religieuse des années 1950 et 1960.
Elle est ornée de vitraux réalisés par le maître-verrier Henri Martin-Granel, et abrite des œuvres du céramiste Jacques Lenoble et du sculpteur Pierre Sabatier.

## Paroisse
Elle appartient à la paroisse de l'église Saint-Sulpice d'Aulnay-sous-Bois.